# When I Fall in Love
"When I Fall in Love" là một bài hát nổi tiếng với phần nhạc của Victor Young và lời của Edward Heyman. Bản thu âm của Doris Day được thực hiện ngày 5 tháng 6. Bài hát đạt đến vị trí 20 trên bảng xếp hạng của Billboard chart.